# Walrus

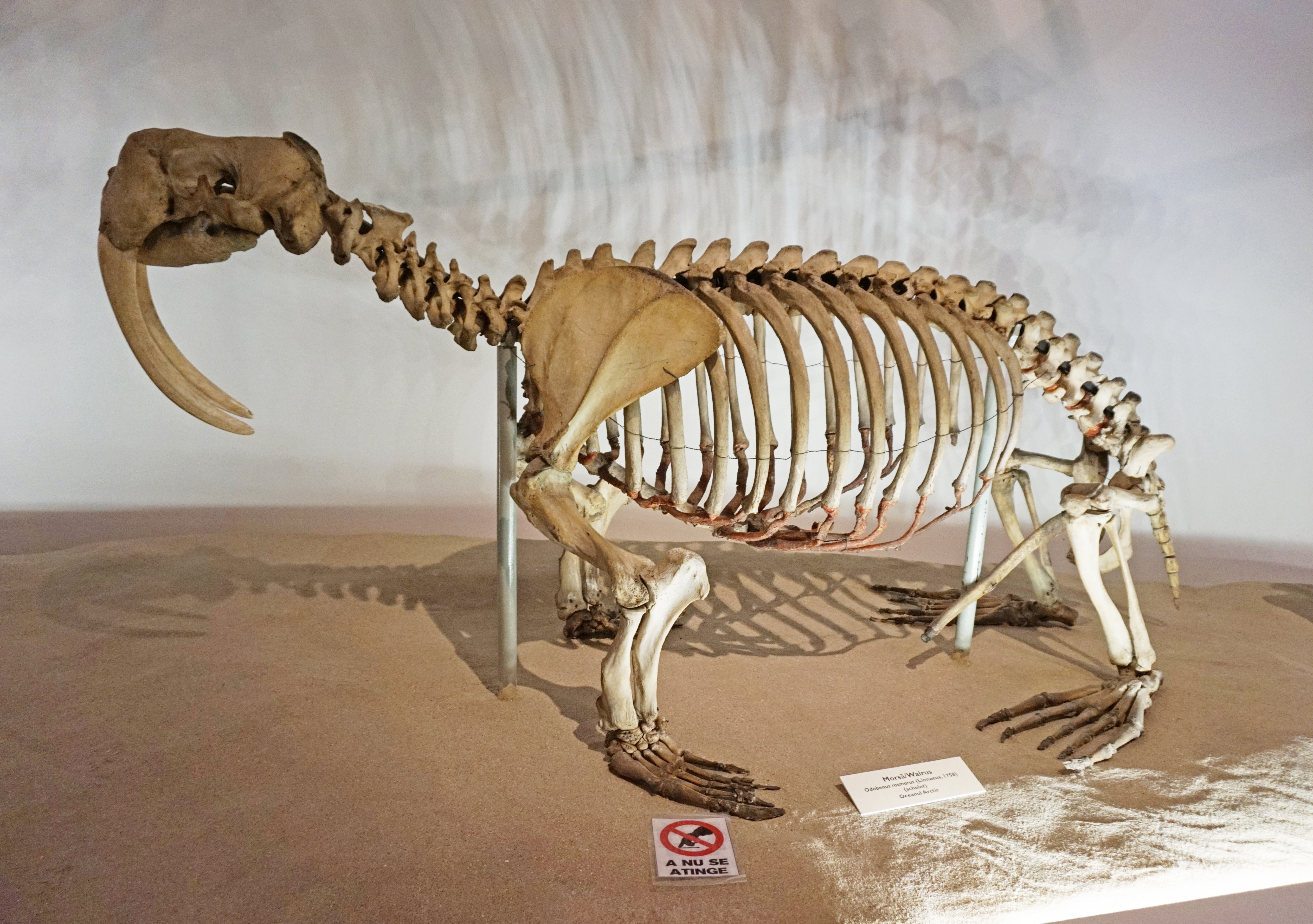
Skelet

De walrus (Odobenus rosmarus) is een zeeroofdier van de koude zeeën van het noordelijke halfrond. De walrus hoort tot de orde van de roofdieren (Carnivora) en is de enige nog levende soort in de familie der walrussen (Odobenidae).

## Naam
De naam "walrus" komt van het oude Scandinavische "val ross," wat "walvispaard" betekent. De wetenschappelijke naam werd als Phoca rosmarus in 1758 door Carl Linnaeus gepubliceerd in de tiende druk van Systema naturae. Linnaeus verwees voor beschrijvingen en afbeeldingen naar Adam Olearius (1674), Jan Jonston (1650), Olaus Wormius (1655), Filippo Bonanni (1709), Conrad Gesner (1558) en Friedrich Martens (1675). De naam rosmarus nam hij over van Olearius, Jonston, Wormius en Bonanni, die hem als geslachtsnaam hadden gebruikt. In  1762 verplaatste Mathurin Jacques Brisson de soort van het geslacht Phoca naar Odobenus. Die naam is afgeleid van de Griekse woorden odous (tand) en baino (gaan) en is gebaseerd op de waarneming dat walrussen zich aan land (of op het ijs) soms voortbewegen door middel van hun slagtanden.

## Kenmerken

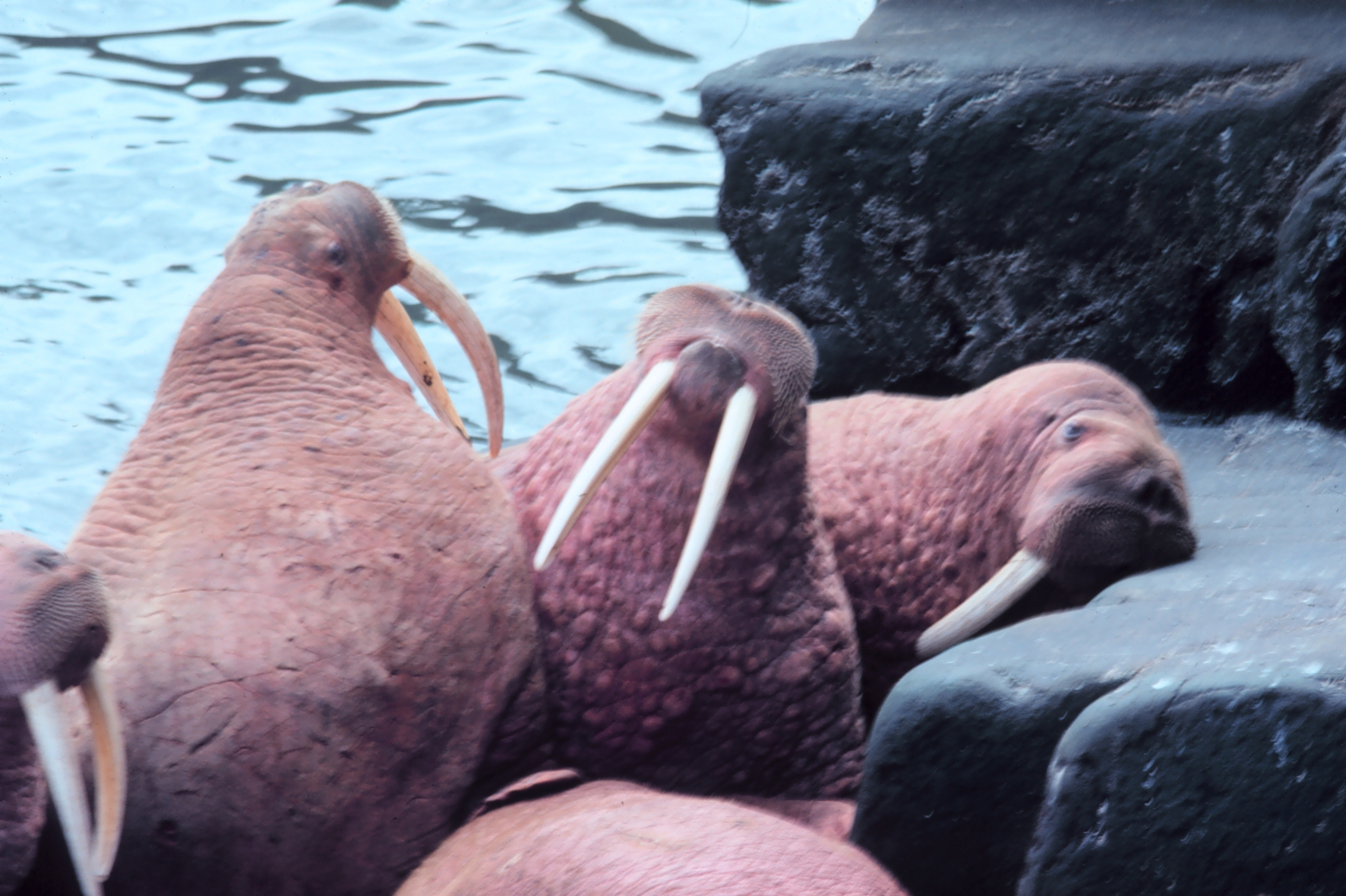
Walrussen met hun opvallende slagtanden

Het opvallendste kenmerk van de walrus zijn de lange slagtanden. Beide seksen hebben ze, maar bij het mannetje zijn ze meestal langer, rechter en steviger. Over het algemeen worden de slagtanden zo'n vijftig centimeter lang maar er zijn uitzonderingen tot een meter waargenomen.
Een ander opvallend kenmerk zijn de borstelachtige snorharen die van de bovenlip naar beneden hangen. Bij walrussen in de dierentuin zijn deze vaak heel prominent aanwezig maar bij in het wild levende dieren zijn ze meestal grotendeels afgesleten door het dagelijkse gebruik.

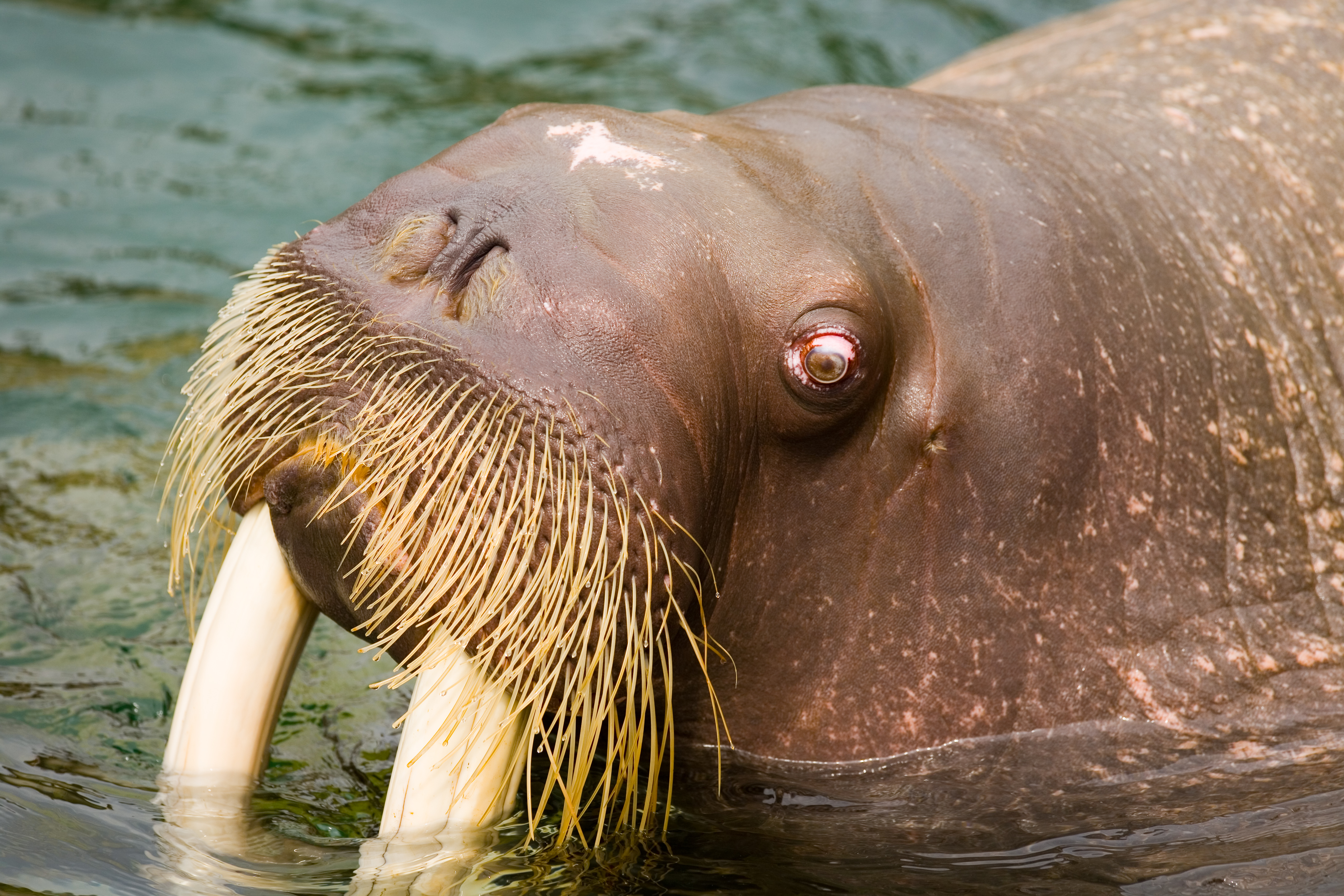
Kop

De kop van de walrus is vrij klein, zeker in verhouding tot het lichaam. Ook de ogen en de oren zijn klein.
De walrus behoort tot de grootste leden uit de orde der roofdieren; enkel de zeeolifanten worden groter. Een volwassen walrus weegt tussen de zevenhonderd en de tweeduizend kilogram.
De mannetjes (stieren) zijn meestal veel groter dan de vrouwtjes (koeien). De stieren worden 280 tot 360 cm lang, gemiddeld 320 cm, en de koeien 230 tot 310 cm, gemiddeld 270 cm. Een stier weegt vaak meer dan een ton, gemiddeld zo'n 1270 kilogram, en een koe gemiddeld 850 kg. De walrus heeft een schouderhoogte van gemiddeld één meter.
Vanuit de verte beschouwd ziet een walrus er kaal uit maar in werkelijkheid zijn ze bedekt met een korte borstelachtige vacht. De huid is extreem dik en geplooid. Vooral op de schouders en de nek is de huid zeer dik, tot vier centimeter. Oudere mannetjes hebben hier vele kleine knobbeltjes zitten. Ook hebben mannetjes over het lichaam verspreid vaak meerdere littekens.
Direct na de geboorte heeft een walrus een grijsbruine kleur, die na een week of twee helder roodbruin wordt. In de loop van de jaren worden ze steeds bleker om uiteindelijk geelachtig bruin te worden. Aan de kleur is dus de leeftijd van een walrus te schatten. Een gezond, volwassen dier heeft een kaneelbruine kleur, oudere mannetjes kunnen zelfs bijna wit van kleur zijn. Bij hogere temperaturen raakt de huid verzadigd met bloed, waardoor de dieren een roodachtige kleur krijgen.
Een jonge walrus heeft nog geen slagtanden maar al wel een volledig gebit. Nadat de beide slagtanden (de beide bovenste hoektanden) beginnen te groeien, verliezen ze al snel hun snijtanden en ook de andere tanden degenereren.
Net als de (waarschijnlijk verwante) oorrobben hebben walrussen zeer beweeglijke flippers waardoor ze aan land beweeglijker zijn dan bijvoorbeeld een zeehond. Het penisbot van de stieren is met een lengte van meer dan 60 centimeter het langste in het gehele dierenrijk, zowel in absolute lengte als ook in verhouding tot de lichaamsgrootte.

## Leefgebied

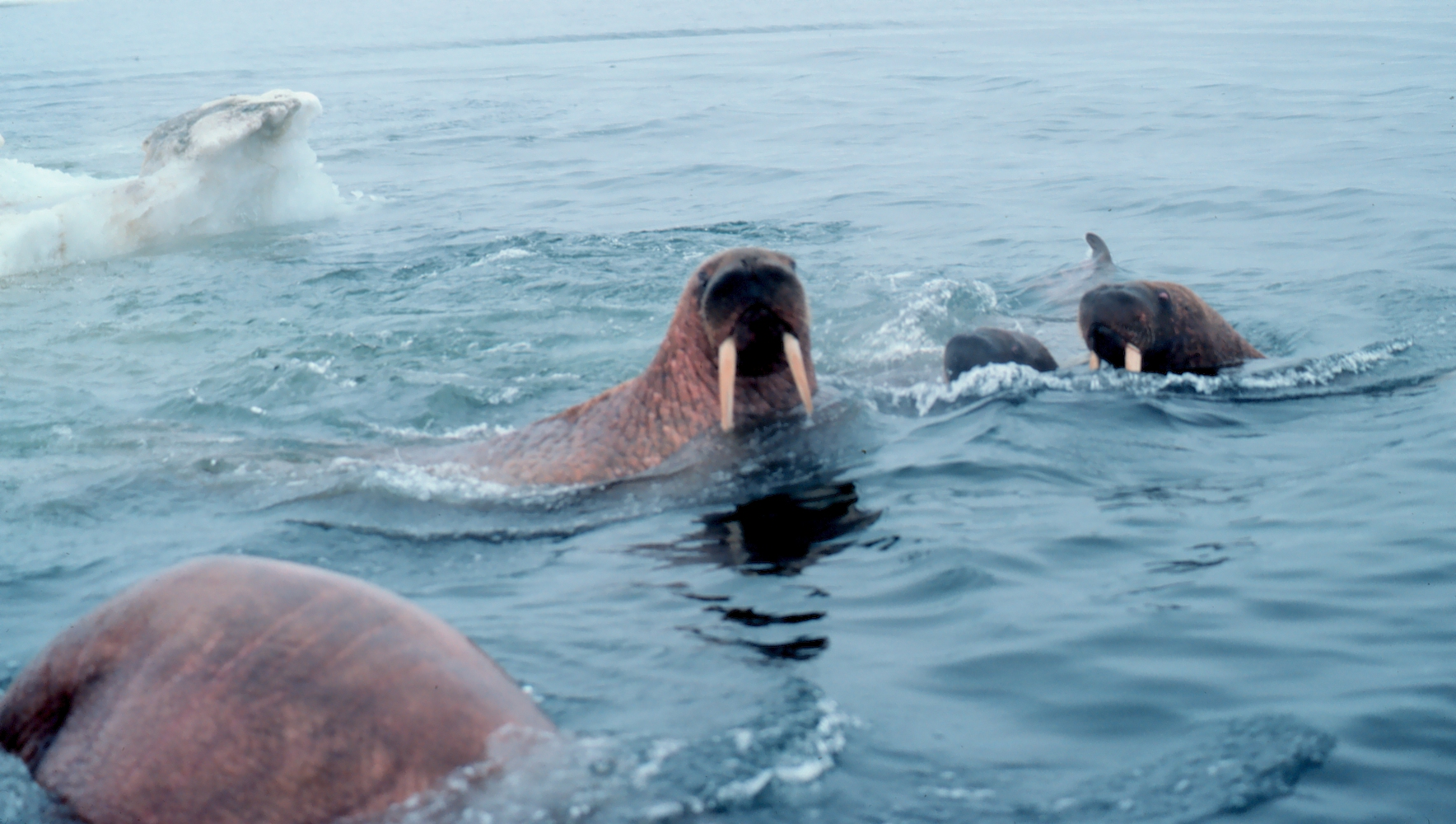
Walrussen tussen het drijfijs

Meestal verblijven walrussen op het drijfijs in de poolzee. In de herfst en winter trekken ze zuidwaarts om het pakijs te vermijden. Ze verlaten het poolgebied echter bijna nooit. 's Winters houden ze zich vooral op langs de randen van het pakijs of in polynya's, gebieden met permanent open water. ‘s Zomers verblijven ze voornamelijk aan de kust van het vasteland en op kleine eilandjes. Walrussen zijn zelden verder dan vijftien kilometer van de kust verwijderd.
Er worden drie ondersoorten onderscheiden in vier van elkaar gescheiden populaties:
- Atlantische walrus (Odobenus rosmarus rosmarus) - De westelijke populatie komt voor van de Hudsonbaai tot de westkust van Groenland. De oostelijke populatie leeft tussen de oostkust van Groenland en Spitsbergen.[2]
- Pacifische walrus (Odobenus rosmarus divergens Illiger, 1815) - Verblijft 's winters in de Beringzee. In de zomer trekken ze door de Beringstraat noordwaarts naar de Tsjoektsjenzee.[2]
- Siberische walrus (Odobenus rosmarus laptevi Chapskii, 1940) - Komt voor aan de noordkust van Siberië.[2]

De Pacifische walrus wordt meestal groter dan de Atlantische walrus.

### Nederland
Van de Atlantische walrus worden soms waarnemingen gedaan in Nederlandse wateren, onder meer in 1981 en 1998. In het najaar van 2021 bevond zich wekenlang een solitair vrouwelijk exemplaar in de Nederlandse Waddenzee, waar zij onder meer werd waargenomen bij Schiermonnikoog, bij Den Helder en in de haven van Harlingen. Vermoed wordt dat de soort vaker onze kusten bezoekt, maar meestal ontsnapt aan de waarnemingen.
In de nacht van 6 november 2022 was er wederom een waarneming van een walrus, dit keer ter hoogte van het strand van Petten.

## Leefwijze
De walrus is een sociaal dagdier, dat een groot gedeelte van zijn leven in het water doorbrengt. Hier vinden ze ook hun belangrijkste voedsel: tweekleppige schelpdieren.

### Voedsel
Walrussen zoeken hun voedsel in het water waarbij ze tot honderd meter diep en gedurende dertig minuten kunnen duiken. Het meeste voedsel zoeken ze echter op een diepte tussen de tien en de vijftig meter, waarbij ze zo'n tien minuten onder blijven. Ze vangen soms vis, maar hun hoofdvoedsel bestaat uit tweekleppigen als mosselen, en ook andere ongewervelde bodemdieren als slakken, kreeftachtigen en stekelhuidigen als zeekomkommers. Walrussen eten tot vijfenveertig kilogram aan voedsel per dag.
Bij het zoeken naar dit voedsel in de modderige bodem gebruiken ze hun borstelsnor, waarmee ze het zand uitkammen. De snor is zeer gevoelig, en de walrus kan hiermee een zeer kleine steen van een zeer kleine mossel onderscheiden. De slagtanden worden hierbij niet gebruikt. Mosselen en slakken worden gekraakt tussen de voorflippers of tussen de lippen. Tijdens het eten krijgen ze ook een grote hoeveelheid zand en grind binnen.
Hoewel kleine dieren dus het hoofdvoedsel vormen schrikt een walrus niet terug voor grotere prooi. Andere robbensoorten worden soms door een walrus gevangen en opgegeten. Aangezien walrussen geen actieve jagers zijn komt dit echter zelden voor. Ze eten soms ook vogels.
Echte vijanden heeft de walrus nauwelijks. Een ijsbeer zal zo nu en dan proberen een kudde op te schrikken om zich te vergrijpen aan achterblijvende zwakke of jonge dieren, maar zal niet gauw een gezond volwassen dier aanvallen. Ook orka's grijpen soms een walrus. De belangrijkste vijand van de walrus is de Inuit. Walrussen kunnen bijzonder agressief zijn tegen ijsberen, maar ook tegen witte dolfijnen.

### Sociaal gedrag

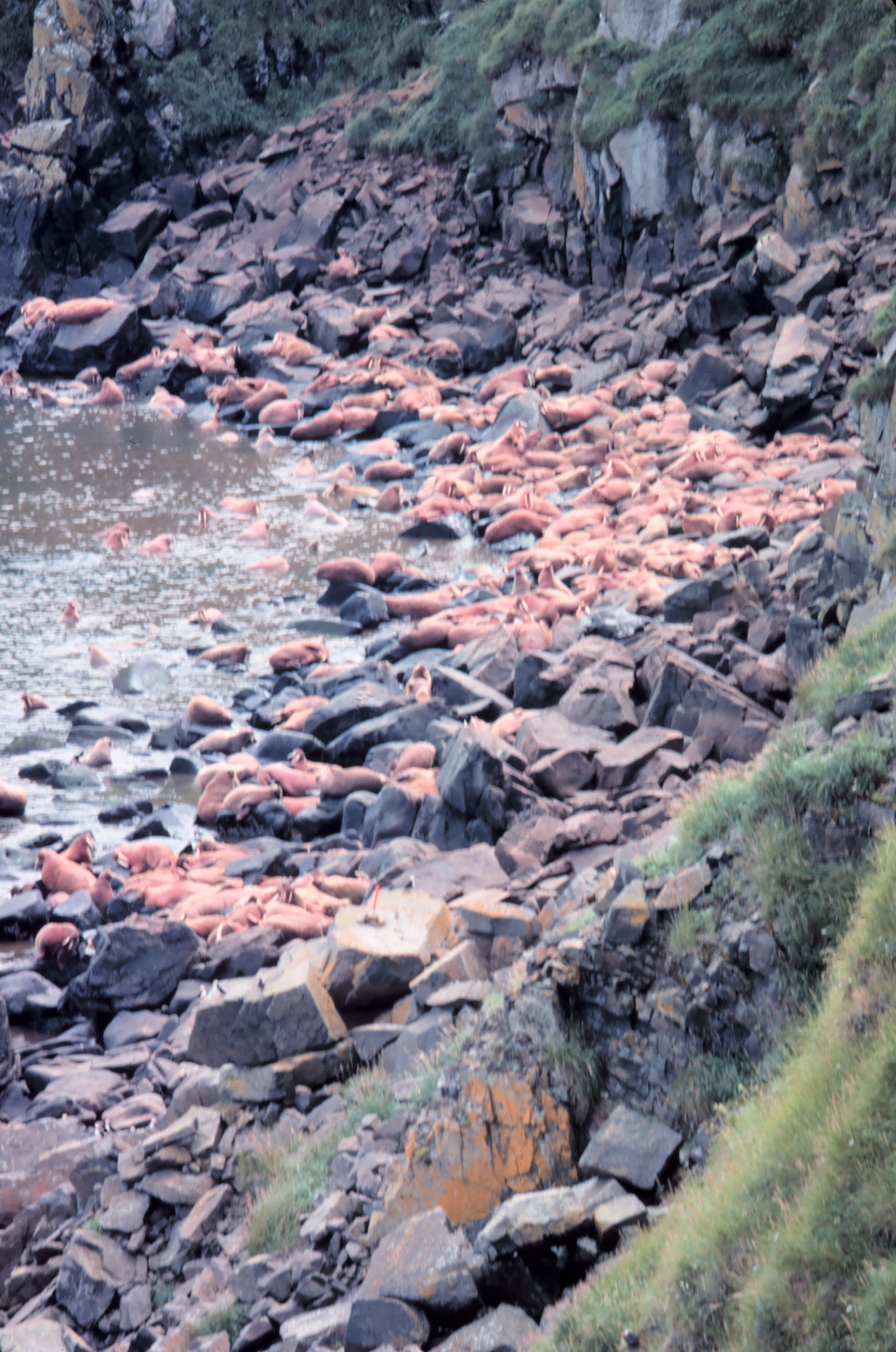
Walrussen op Round Island, Alaska, september 1979

Gedurende ongeveer de helft van hun leven houden walrussen zich op langs de kust van pooleilanden of aan de rand van het pakijs, waar ze zich verzamelen in grote kuddes, waarbij de dieren vaak zeer dicht op elkaar liggen. Een solitaire walrus is zeldzaam. Meestal gaat het dan om een ziek of gewond dier.
Buiten de paartijd zijn deze kuddes per geslacht gescheiden. Binnen een kudde bestaat een vaste rangorde die wordt bepaald door grootte van de slagtanden en lichaamsgrootte.
Vooral stieren kunnen, zelfs buiten de paartijd, gevechten aangaan die meestal als oorzaak strijd om een rustplaats hebben. Als dreigen niet voldoende is dan wordt de strijd aangegaan waarbij ook de slagtanden worden gebruikt, wat vaak tot bloedige wonden leidt.
In de paartijd verzamelen de walrussen zich in nog grotere kuddes die - in gebieden waar de jacht nog geen ernstige gevolgen heeft gehad - uit vele duizenden dieren kunnen bestaan. Kuststroken met een lengte van honderd kilometer of meer worden dan door een enkele kolonie bezet. Jonge en zwakkere stieren hebben in de concurrentiestrijd geen kans en verzamelen zich aan de rand van de groep.
Voor iedere twintig koeien is er een bul die sterk genoeg is om een harem voor zichzelf te veroveren. Ook hier komt het vaak tot heftige gevechten tussen stieren.

### Voortplanting
De paartijd valt in januari en februari. De paring gebeurt waarschijnlijk in het water. De walrus kent een verlengde draagtijd: na de bevruchting wordt de eicel enige tijd (ongeveer 4 à 5 maanden) slapend gehouden (het ontwikkelt zich dan niet verder) voordat de eigenlijke draagtijd begint. 14 tot 16 maanden na de paring wordt een jong geboren, van midden-april tot midden-juni.
Er wordt steeds maar één jong geboren dat bij de geboorte ongeveer een meter lang is en 60 kilogram zwaar. Hij kan direct zwemmen. Tweelingen zijn zeldzaam, maar komen voor. Als de moeder gaat zwemmen, houdt het jong zich vast aan de nek. Ook houdt de moeder het jong vast tussen de voorpoten.
Na twee jaar wordt het jong gespeend, maar het blijft nog een tot drie jaar bij de moeder. De vrouwtjes blijven meestal bij de vrouwtjesgroepen, mannetjes sluiten zich aan bij andere jonge mannetjes.
Vrouwtjes zijn meestal geslachtsrijp op vijf- tot zesjarige leeftijd, de mannetjes op negen- tot tienjarige leeftijd. Mannetjes zullen zich meestal pas voortplanten als ze 14 tot 16 jaar oud zijn.
Een walrus kan veertig jaar oud worden, maar wordt meestal 16 tot 30 jaar oud.

## Relatie tot de mens
Voor de Inuit is de walrus heel belangrijk, zowel in religieus opzicht als voor de dagelijkse voorziening. Het dier levert vlees en traan en de slagtanden worden, tezamen met de andere botten, gebruikt als waardevol bouwmateriaal. De jacht door de Inuit was nooit bedreigend voor het voortbestaan van de soort.

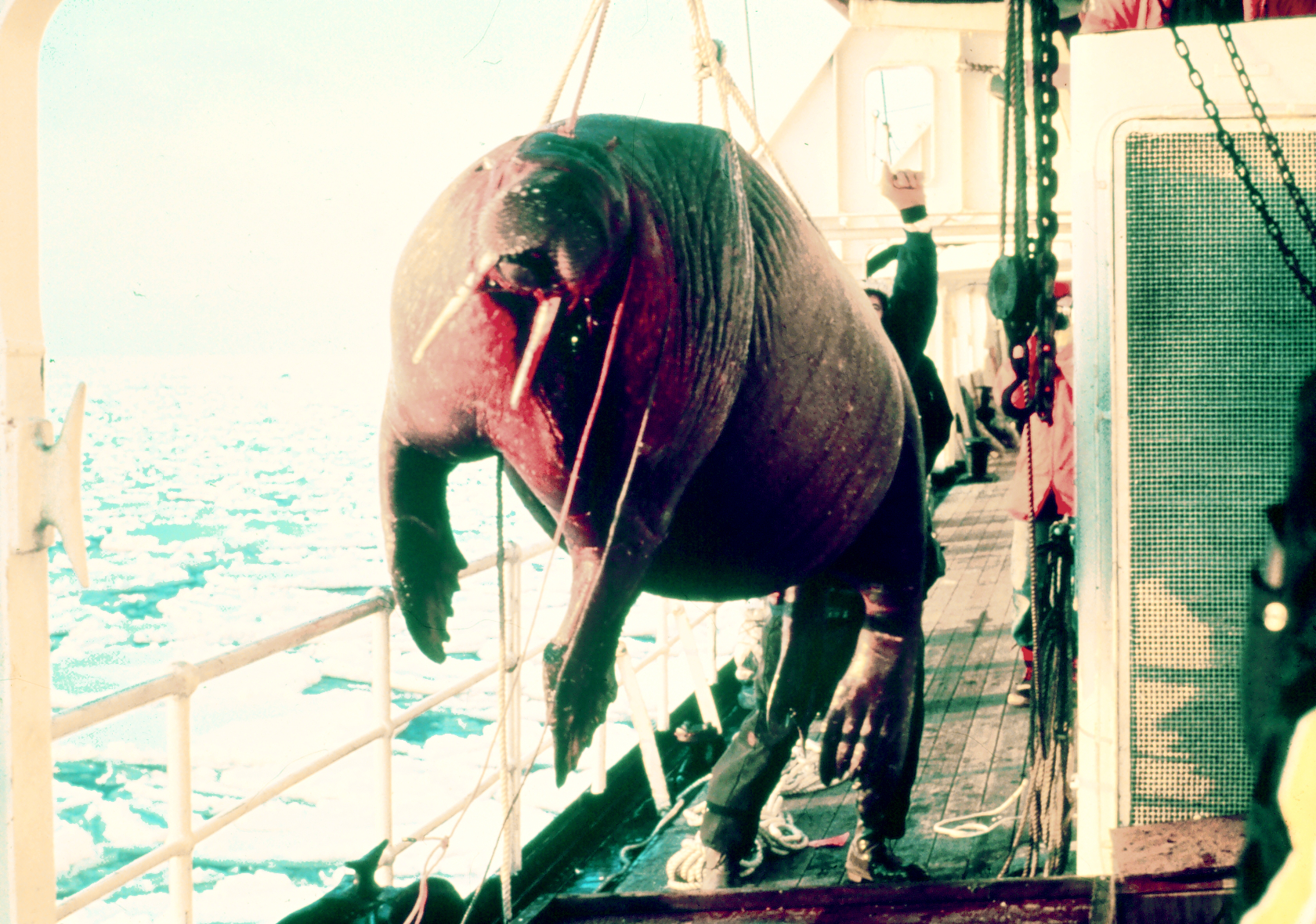
Een gevonden dode walrus

Toen de moderne mens de poolzee had bereikt werd de situatie voor de walrussenkolonies levensbedreigend. Ze werden nu intensief bejaagd, vooral voor het ivoor van hun slagtanden. Langs de oostkust van Noord-Amerika kwamen ze voor tot bij Cape Cod en de Baai van St. Laurens.
In de 16e en 17e eeuw werden hier ieder jaar vele duizenden dieren gedood. In de 19e eeuw kwam zuidelijk van Labrador geen walrus meer voor.
Op hun zoektocht naar meer kolonies drongen de jagers steeds verder in afgelegen gebieden door. Een indruk van de slachting krijgt men als men weet dat alleen al tussen 1925 en 1931 langs de kust van het Canadese pooleiland Baffineiland 175.000 walrussen werden gedood.
De Atlantische walrus was hierdoor bijna uitgestorven. Om onbekende redenen hebben de aantallen zich na het stopzetten van de massale jacht niet echt hersteld. Met ongeveer 15.000 Atlantische walrussen is dit slechts een klein deel van de oorspronkelijke aantallen.
De Pacifische walrus werd op vergelijkbare manier gedecimeerd, hoewel de jacht hier veel later begon. Dankzij beschermende maatregelen door de VS en Rusland hebben de aantallen zich hier echter nadien vertienvoudigd, zodat er nu weer zo'n 200.000 Pacifische walrussen zijn.
Er zijn gevallen bekend dat walrussen mensen hebben aangevallen. Meestal betrof het hierbij kleine boten (kajaks) die door agressieve stieren werden omgegooid waarna de inzittenden soms werden gedood. De mens behoort echter niet tot het voedingsspectrum van de walrus. Deze aanvallen zijn meestal ontstaan als afweer van indringers in het walrussen-territorium.
De walrus zal mogelijk te lijden krijgen onder de opwarming van de aarde. Door een tekort aan zee-ijs is de walrus steeds meer genoodzaakt om aan land te komen. Daar zijn ze verder verwijderd van de voedselrijke wateren. Jongen die op het land geboren worden, lopen ook meer kans om vertrapt te worden door volwassen soortgenoten.

## Overig
Gedurende het Pleistoceen was de walrus wijdverbreid. Uit die tijd zijn overblijfselen van walrussen gevonden langs de kusten van Europa en Californië.